# Liceo Luis Cruz Martínez
FEl Liceo Luis Cruz Martínez de Curicó, conocido también como Liceo de Hombres de Curicó y, desde el año 2009, Liceo Mixto Luis Cruz Martínez, es un establecimiento educacional público que imparte enseñanza media científico-humanista y entrega educación de excelencia académica. Está ubicado en la intersección de las calles Estado y Membrillar en la ciudad de Curicó (Región del Maule, Chile) y es reconocido, a nivel nacional, como un liceo emblemático de la Provincia de Curicó. Su nombre se debe al héroe de La Batalla de La Concepción, subteniente Luis Cruz Martínez, quien fue alumno de este establecimiento.
Tradicionalmente fue de matrícula masculina, pasando a ser mixto desde el año 2009.

## Historia

### Inicios
Los inicios se remontan a 1839, año en el que se organiza un colegio con el nombre de "Establecimiento de Educación" dirigido por Mateo Olmedo. Los gastos del colegio eran asumidos por el municipio y orientaba sus esfuerzos en las primeras letras, latinidad, geografía, aritmética y escritura.
En 1844 comienza a llamarse Liceo de Curicó, a pesar de lograr reconocimiento para tal título en 1853.
El año 1867 pasa de la administración municipal a la administración estatal, estableciendo cursos de humanidades, matemáticas y "preparatorias".
El Liceo de Curicó desde julio de 1960 lleva el nombre de Liceo Luis Cruz Martínez por ley 13.962 firmada por el presidente Jorge Alessandri Rodríguez, en honor al subteniente y exalumno del Liceo, quien fuera estudiante entre los años 1878 y 1880.
En agosto del 2018 llega una nueva administración, Desde marzo del año 2019 se enfoca en la excelencia académica y deportiva. El 17 de octubre de 2019 es aprobada la resolución de cambio del nombre a “Colegio Deportivo Luis Cruz Martínez”, que es la fecha en que se celebra el nuevo aniversario.

### Internado
El Liceo Luis Cruz Martínez desde el año 1955 cuenta con un internado que alberga a jóvenes que provienen de distintos lugares de la provincia de Curicó, especialmente sectores rurales. El 2 de mayo de 1968 es inaugurada la implementación de un nuevo internado por el Ministro de OO.PP. de la época, Sergio Ossa Pretot.

### Nuevo edificio
En el año 1976, el establecimiento fue visitado por Augusto Pinochet. Luego de su visita se planifica la construcción de un nuevo edificio ante la necesidad de cubrir la creciente demanda de matrículas. La primera piedra fue depositada el 10 de marzo de 1977 en presencia del Ministro de Educación Luis Niemann Núñez, siendo inaugurado en octubre del mismo año para iniciar las actividades académicas regulares en marzo de 1978.
Esta nueva construcción incluyó 21 salas, laboratorios, oficinas administrativas, biblioteca y baños.

## Himno
El himno fue escrito por el profesor Benedicto León (rector entre 1926-1940) y musicalizado por el profesor Domingo Baeza.
Coro
A cruzar compañeros la puerta

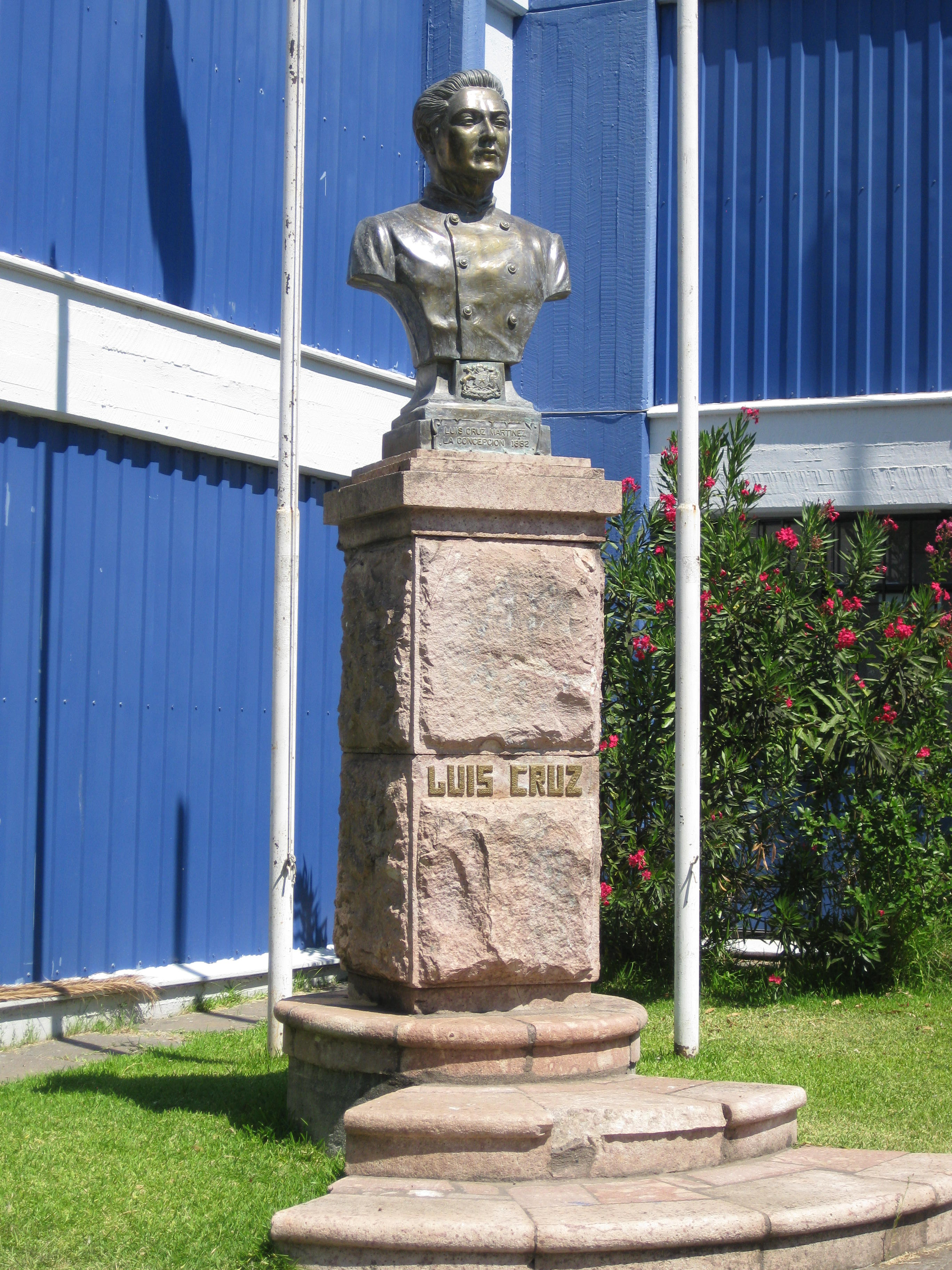
Busto de Luis Cruz Martínez ubicado en la entrada del Liceo

por la cual se entra alegre a la casa,

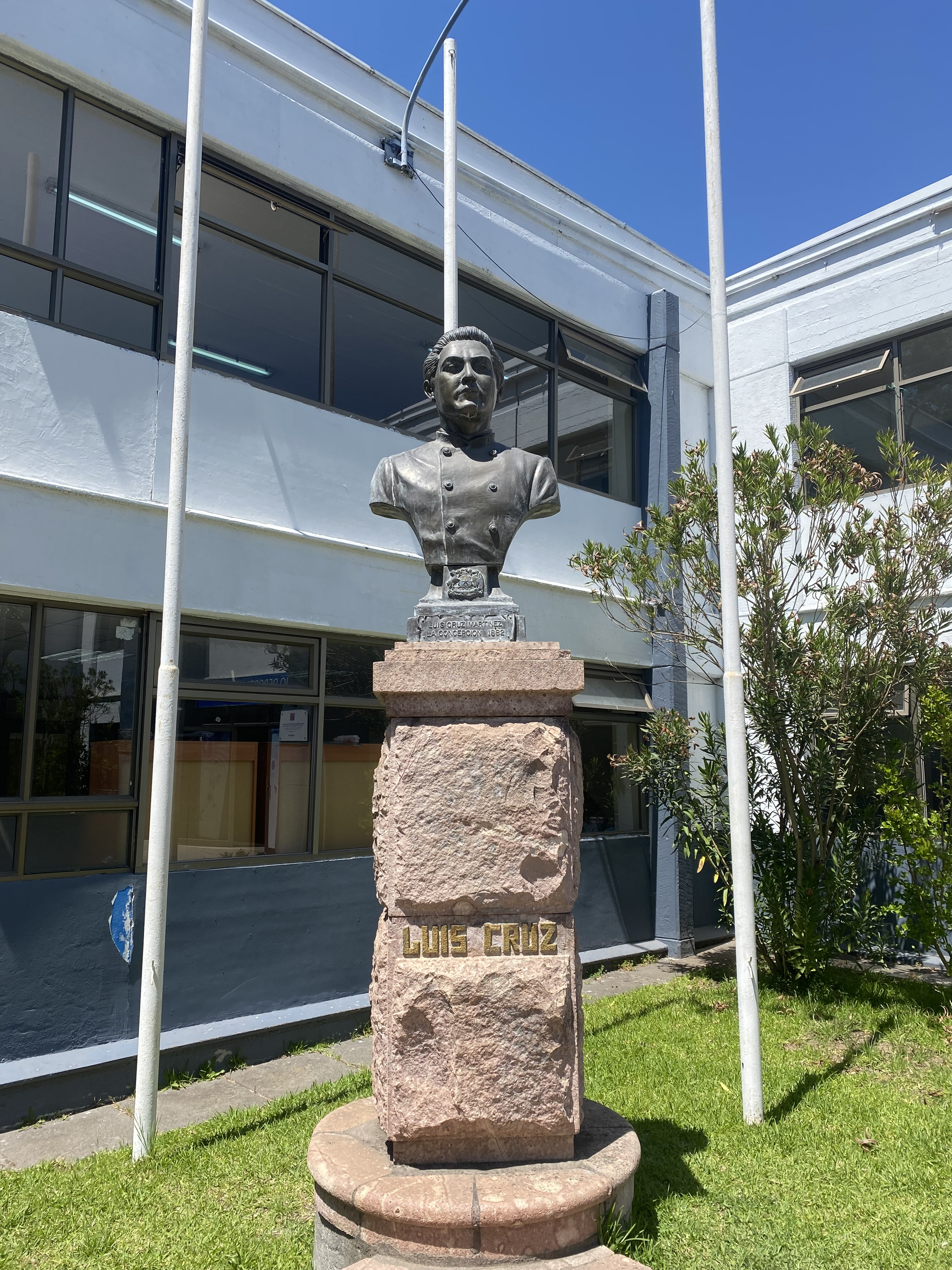
Actual Busto de Luis Cruz Martínez ubicado en la entrada del colegio

que la vida infantil hace cierta
y difunde el saber que no pasa (bis)
I
Dentro del aula somos más buenos
y nuestras almas se hacen mas nobles
y nos sentimos de bríos llenos
con robusteces de viejos robles,
tras el empuje del noble anhelo
por la grandeza de nuestro suelo
II
Clarín de ciencias aquí se siente;
se entonan himnos a la verdad;
se desparrama sana simiente
que engendra amores de humanidad
y por la patria se alzan canciones
que oyen vibrantes los corazones.
III
Al tibio ambiente de este liceo
forja sus sueños la juventud,
que corre en loco mariposeo
tras los ideales de su virtud.
¡El mal del mundo, no nos alcanza;
todo es risueño, toda esperanza!

## Insignia

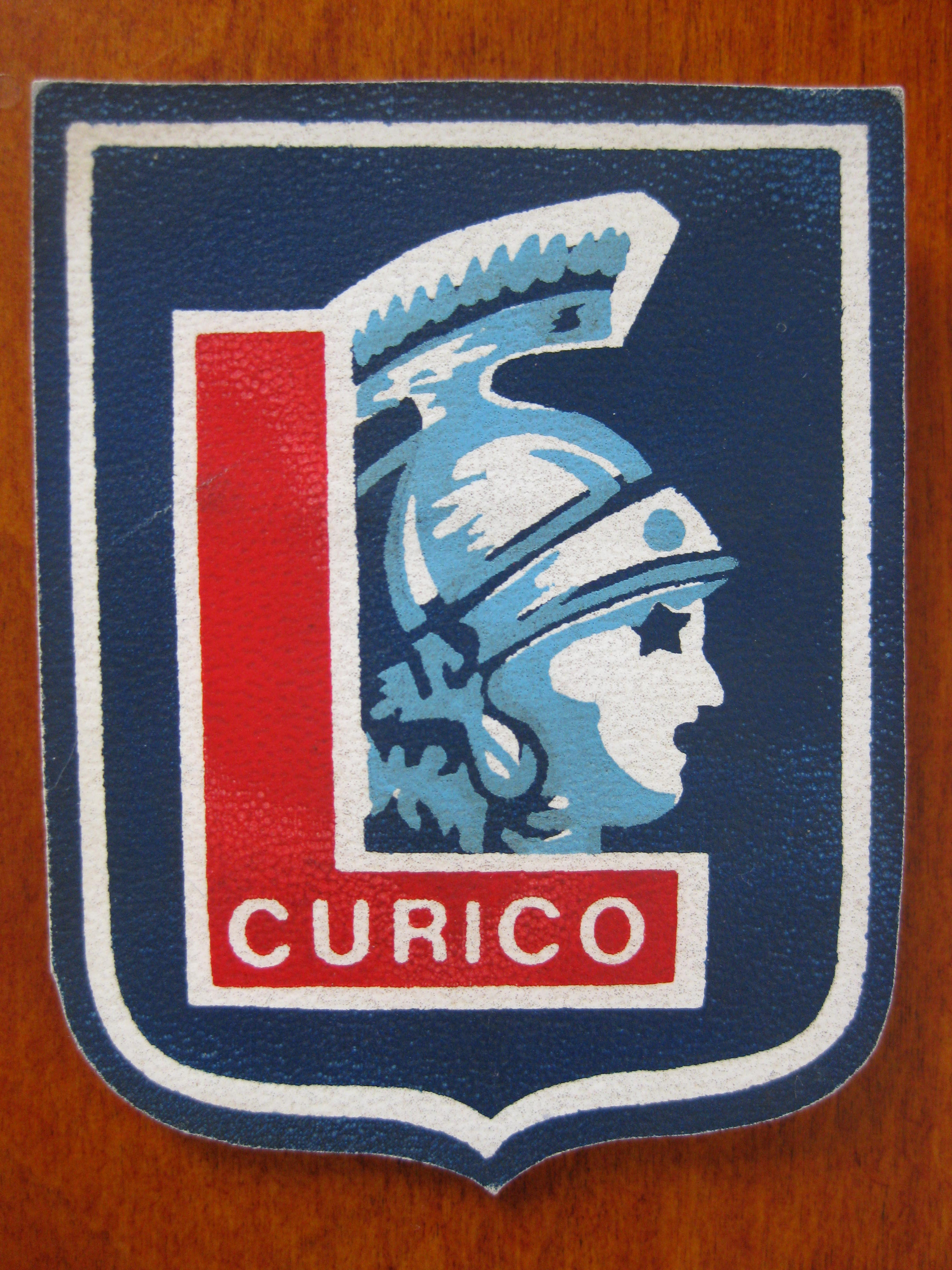
Insignia del Liceo Luis Cruz Martínez de Curicó confeccionada de un material sintético

La insignia, hasta 2018, estaba compuesta por la imagen de la diosa Minerva en tonalidades celestes y fondo azul; su ojo es una estrella. Bajo la diosa se halla una "L" roja que en su brazo horizontal se inscribe la palabra "CURICÓ". Gracias al nuevo proyecto del establecimiento, la insignia sufrió variaciones en su diseño. El fondo azul pasó a una tonalidad más viva, la palabra "CURICÓ" en la "L" desapareció y ahora tiene escrito "Colegio Deportivo Luis Cruz Martínez Curicó" en el propio logo.
Minerva, en la mitología romana simboliza la sabiduría, las artes, la estrategia, la guerra, la justicia y las habilidades. La mirada de la diosa, representada por la estrella, expone el interés en el ser humano y su formación humanista, acorde con la vocación científico-humanista de la institución.
El fondo azul y la silueta celeste aluden al cielo, al niño y a la altura alcanzable por medio de la educación. La letra "L" proviene de la palabra "Liceo", además, se asemeja a una escuadra que es metáfora de rectitud, prudencia y justicia. Su color rojo afirma la pasión y esfuerzo por alcanzar los ideales expuestos.

## Gimnasio
Este gimnasio cuenta con un piso de poliuretano y techado para jugar diferentes deportes recreativos y competitivos, como básquetbol (con una medida de cancha de 28 × 15 m), futsal (28 × 14 m), y varias disciplinas más.

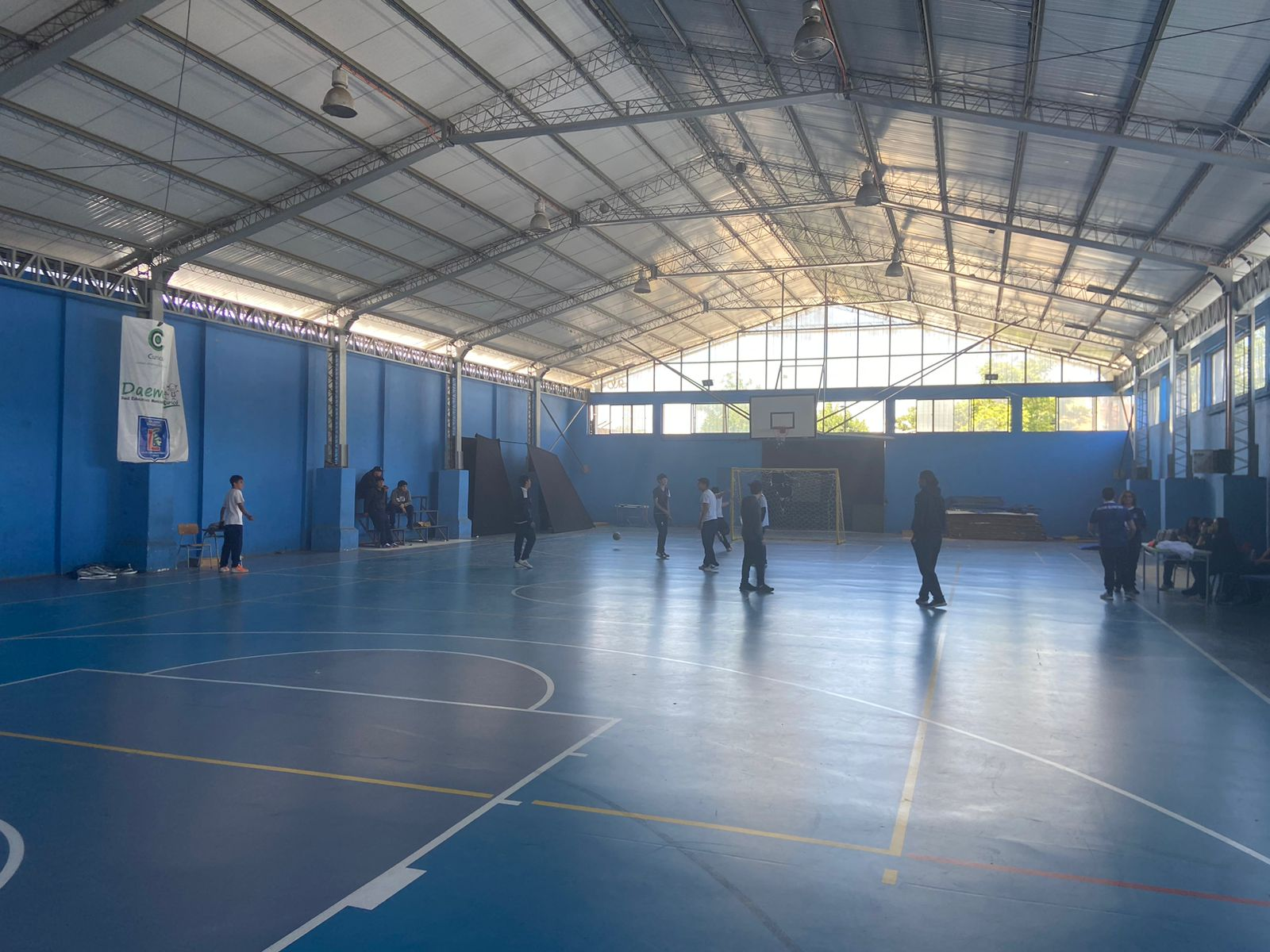
Vista del gimnasio del Colegio Deportivo Luis Cruz Martínez.

## Alumnado
A lo largo de los años han pasado un sinnúmero de jóvenes chilenos por las aulas del establecimiento. Además de una extensa lista de profesionales y personas que han enorgullecido a sus familias y al país, entre sus egresados están:
- Luis Cruz Martínez, héroe de la batalla de La Concepción.
- Volodia Teitelboim, Premio Nacional de Literatura 2002.
- Benito Rebolledo Correa, pintor reconocido con el Premio Nacional de Arte 1959.
- Néstor Cantillana, actor.Actual insignia del Colegio Deportivo Luis Cruz Martínez Curicó
- Cristian Arcos, periodista.
- Hugo Rey, diputado.
- Aldo Cornejo, diputado.

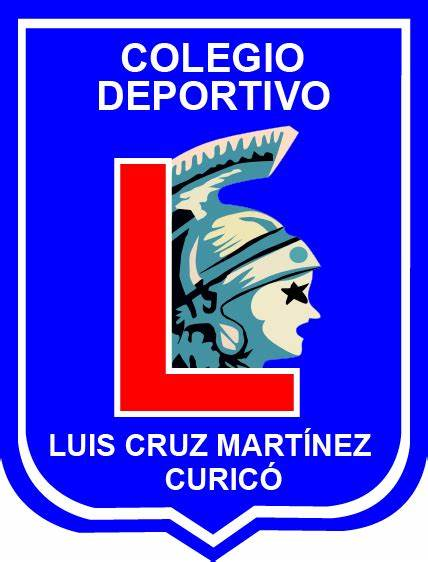
Actual insignia del Colegio Deportivo Luis Cruz Martínez Curicó

- Alejandro Aguilera, concejal de Viña del Mar.
- Guillermo Correa Fuenzalida, diputado y ministro de Estado.
- Ivo Basay, Nelson Garrido, Luis Santelices, Claudio Maldonado, Cristián Álvarez, futbolistas.[5]
- Sebastian Soto, Periodista.

Logros
- Primer lugar campeonato de futbol en Argentina (Mendoza General Alvear)
- Tercer lugar campeonato de futsal en Atacama (Copiapó)
- Primer lugar campeonato de Pin Pon, doble copa en  Argentina (Mendoza General Alvear)